# Либес, Иехуда
Иехуда Либес (ивр. יהודה ליבס‎, род. 1947, Иерусалим) — израильский учёный, исследователь истории религии. Он является почётным профессором Каббалы Гершома Шолема Еврейского университета в Иерусалиме. Его считают ведущим исследователем каббалы; другие его исследовательские интересы включают еврейские мифы, саббатианство и связи между иудаизмом и древнегреческой религией, христианством и исламом. Он является лауреатом премии Бялика 1997 года, премии Гершома Шолема 1999 года за исследования каббалы, премии ЭМЕТ 2006 года в области искусства, науки и культуры и премии Израиля 2017 года в области еврейской мысли.

## Биография
Иехуда Либес родился в Иерусалиме. Его отец, Йозеф Герхард Либес (1910–1988), известный переводчик классической литературы, покинул родную Германию в возрасте 18 лет, чтобы учиться в Еврейском университете в Иерусалиме. Он вернулся на родину, чтобы продолжить образование, но был отчислен из университета из-за Нюрнбергских законов. Затем он прошёл сельскохозяйственное обучение в Латвии вместе с сионистским движением. Там он женился на своей первой жене, с которой поселился в Пардес-Хана в Подмандатной Палестине, у них родились две дочери, прежде чем они развелись. В 1941 году Либес женился на своей второй жене Мире, уроженке Риги, выросшей в Берлине. У них было двое детей: дочь (Тамар, ныне заведующая кафедрой коммуникаций Еврейского университета) и сын (Иехуда). По материнской линии Либес приходился двоюродным братом израильскому интеллектуалу Йешаяху Лейбовичу.
Либес был знаком с Гершомом Шолемом, отцом современного изучения Каббалы, с раннего возраста, так как его родители были друзьями Шолема. Шолем присутствовал на бар-мицве Иехуды и подарил ему книгу Йешаяху Тишби «Мишнат ха-Зоар» («Мудрость Зогара»).
Либес окончил среднюю школу Еврейского университета. В 1965 году он был зачислен в парашютно-десантную бригаду для прохождения обязательной армейской службы, а в 1967 году участвовал в Шестидневной войне в звании унтер-офицера. Во время резервистской службы в 1969 году он был ранен во время нападения палестинцев на его пост в долине реки Иордан, потерял несколько зубов и был госпитализирован на несколько месяцев.
В 1967 году Либес начал обучение в Еврейском университете в Иерусалиме. Получив степень бакалавра и магистра, он продолжил докторскую диссертацию под руководством Шолема. Шолем предоставил Либесу доступ к рукописным карточкам для заметок, которые он подготовил для словаря терминологии Зогара, который он так никогда и не написал; и Либес представил диссертацию на тему «Пераким бе-милон сефер ха-Зоар» (Главы словаря книги Зоар) (1976). 
У Либеса и его жены доктора Эстер Либес трое детей. В 1977 году, после того как он защитил докторскую диссертацию, они присоединились к ядру нового израильского поселения Шило на Западном Берегу реки Иордан, живя в фургоне недалеко от Офры, но покинули его через девять месяцев. Пара проживает в районе Кирьят-Моше в Иерусалиме. Эстер, исследователь хасидизма, ранее работала директором коллекции Гершома Шолема по каббале и хасидизму в Национальной библиотеке Израиля. Она редактировала некоторые произведения Гершома Шолема.
Либес политически отождествляет себя с правым крылом израильской политики, а религиозно — с религиозным сионизмом.

## Академическая карьера
Либес начал читать лекции на факультете еврейской мысли Еврейского университета в 1971 году. В 1993 году он стал профессором. Темы его курса включают Каббалу, еврейские мифы и Зогар. Либес также преподавал Зогар в Чикагском университете.
Либес считается ведущим исследователем Каббалы. Его работа считается частью «новой волны каббалистических исследований Еврейского университета». Либес исследует мифические и мессианские аспекты иудаизма и каббалы, а также христианское и саббатианское влияние на каббалу. Он много писал о «Зогаре, лурианской каббале, саббатианстве, брацлавском хасидизме, Виленском гаоне и его учениках». Он изучает связи между иудаизмом и древнегреческой религией, христианством и исламом. Его работы часто цитируются учёными.
Либес также переводил греческую, латинскую и арабскую религиозную поэзию на иврит.

## Взгляды и мнения
Мне не очень нравится термин «еврейский мистицизм». Порядок слов неправильный. Вы должны сказать «мистический иудаизм», потому что Каббала – это, прежде всего, интерпретация одного из аспектов еврейской религии. … Включение всех мистических явлений под заголовок «мистицизм» является ошибкой, поскольку заставляет людей думать, что всё одно и то же — христианский мистицизм, еврейский мистицизм, мусульманский мистицизм. Каббала – это интерпретация еврейской религии, Торы и заповедей, народа и земли Израиля».
Оспаривая традиционное приписывание Зогара ученикам Шимона бар Иохая II века в Израиле, Либес утверждает, что группа испанских каббалистов XIII века, в которую входил Моше де Леон, написала работы, каждая из которых отражает свой собственный подход к каббале. Либес утверждает, что «Кетем Паз» из «Зогара» и каббалистический гимн «Бар Йохай» были написаны двумя разными авторами со схожими именами, а не тем Шимоном Лави, которому традиционно приписывают авторство обоих произведений. Либес также находит христианское и саббатианское вдохновение в идеях ребе Нахмана из Брацлава и в то же время саббатианское влияние на учеников Виленского Гаона, выступавших против хасидизма. 
Либес утверждает, что сочинение "Раза ди-Мехейманута" (Тайна Веры), приписываемое Саббатаю Цеви, было подлогом саббатианского теолога Авраама Кардозо. 
Либес разозлил религиозных сионистов в Израиле, когда заявил, что нашёл христианский намёк в Амиде, центральной молитве в еврейской обрядности. Либес утверждал, что заключение 14-го благословения «керен иешуа» («рог спасения») относится не к Давиду, а к Иисусу (Иешуа на иврите).
Либес публикуется на иврите и выражает несогласие с изучением еврейской мысли на английском языке. Он разрешил перевести на английский лишь несколько своих работ, учитывая его учёную степень и срок пребывания в должности.

## Награды и признание
Либес получил премию Бялика в 1997 году за свою книгу «Тайна саббатианской веры» (1995). В 1999 году он получил Премию мира за изучение каббалы и премию Гершома Шолема за исследования каббалы. Он был награждён премией ЭMET 2006 года в области искусства, науки и культуры в категории гуманитарных наук за свою работу по саббатианству. В 2017 году получил Премию Израиля за работы по каббале и еврейскому мистицизму. 

## Публикации
- חטאו של אלישע: ארבעה שנכנסו לפרדס וטבעה של המיסטיקה התלמודית :  [иврит]. — Hebrew University of Jerusalem, 1986.
- מחקרי שבתאות :  [иврит]. — Am Oved, 1991. (соавт. с Гершомом Шолемом)
- סוד האמונה השבתאית: קובץ מאמרים :  [иврит]. — Mosad Byaliḳ, 1995.
- תורת היצירה של ספר היצירה :  [иврит]. — Tel Aviv, 2000.
- עלילות אלהים: המיתוס היהודי, מסות ומחקרים :  [иврит]. — Karmel, 2008.
- פולחן השחר: יחס הזוהר לעבודה זרה :  [иврит]. — Karmel, 2011.
- Studies in Jewish Myth and Messianism. — SUNY Press, 2012. — ISBN 978-1438410852.
- Studies in the Zohar. — SUNY Press, 2012. — ISBN 978-1438410845.
- לצבי ולגאון: משבתי צבי אל הגאון מווילנא : קובץ מחקרים :  [иврит]. — Idra, 2017.